# Nieuw-Vogelschor of Westdorpepolder
De Nieuw-Vogelschor of Westdorpepolder is een polder ten westen van Sluiskil, behorende tot de Polders in de vaarwegen naar Axel en Gent, in de Nederlandse provincie Zeeland. 
De polder werd aangelegd in 1804 door de Compagnie Blémont. Door de aanleg van deze polder werd de Oud-Vogelschor of Zuid-Westenrijkpolder verbonden met het vasteland. De polder is 175 ha groot.
Toen in 1827 het Kanaal Gent-Terneuzen gereedkwam, kwam 12 ha van de polder aan de oostzijde van dit kanaal te liggen. Op het zuidelijke deel van de polder werd industrie gevestigd.